# هيرميس جامونال
هيرميس جامونال (بالإسبانية: Hermes Gamonal)‏ مواليد 31 مايو 1977 في تشيلي، هو لاعب كرة مضرب تشيلي سابق بدأ مسيرته كمحترف سنة 1997 وكان يلعب باليد اليمنى، اعتزل اللعب في 2006. أعلى تصنيف له في الفردي كان المركز الـ 135 في سنة 2003. أعلى تصنيف له في الزوجي كان المركز الـ 181 في سنة 2005.

## النهائيات

### الفردي: (1)
| الرقم | السنة | الدورة                 | الأرضية | المنافس في النهائي | النتيجة في النهائي |
| ----- | ----- | ---------------------- | ------- | ------------------ | ------------------ |
| 1.    | 2002  | واكو، الولايات المتحدة | صلبة    | يان هيرنتش         | 6–1, 3–6, 6–3      |

### الزوجي: (1)
| الرقم | السنة | الدورة         | الأرضية | الشريك        | المنافس في النهائي  | النتيجة في النهائي |
| ----- | ----- | -------------- | ------- | ------------- | ------------------- | ------------------ |
| 1.    | 2002  | بوداورس، المجر | ترابية  | أدريان غارسيا | جيري فانيك روبن فيك | 6–3, 0–6, 6–3      |